# Notiphila stagnicola
Notiphila stagnicola är en tvåvingeart som först beskrevs av Jean-Baptiste Robineau-Desvoidy 1830.  Notiphila stagnicola ingår i släktet Notiphila och familjen vattenflugor. Arten har ej påträffats i Sverige. Inga underarter finns listade i Catalogue of Life.